# Amadeus Strobl
Amadeus Strobl (* 8. Juni 1994) ist ein deutscher Synchronsprecher und Hörspielsprecher. Er ist vor allem als Stimme des jungen Son-Goku in Dragon Ball GT sowie des erwachsenen Son-Goku in Dragon Ball Z Kai bekannt.

## Leben
Amadeus Strobl sprach seine ersten Hauptrollen in der französischen Zeichentrick-Fernsehserie Trotro (2005) und in der 51-teiligen Anime-Serie Dragon Ball GT (2006), in der er dem jungen Son-Goku seine Stimme lieh. Es folgten weitere Engagements in Serien aus dem RTL-II-Nachmittagsprogramm, darunter Die Legende von Nezha (2007) und als Rally Dawson in Yu-Gi-Oh! 5D’s (2009–2011). Als Zane war er in Astro Boy – Der Film (2009) zu hören, als Shouichirou in der Serie Maid-sama (2011) und als Riley Marshall in Castle (2011). Strobl synchronisierte Luke Bilyk als Drew Torres in Degrassi: The Next Generation (2011–2016), Levi Meaden als AJ Fielding in The Killing (2013), den Protagonisten Randy Cunningham in der gleichnamigen Serie Randy Cunningham: Der Ninja aus der 9. Klasse (2013–2015). 2014 wurde er als Stimme von Yuuto Kiba bzw. Tomoya Okazaki für die Anime-Serien High School D×D und Clannad verpflichtet.
Aktuell leiht er Schauspielern wie Jacob Elordi oder Hero Fiennes Tiffin seine Stimme.

## Sprechrollen (Auswahl)
Jacob Elordi
- 2018: The Kissing Booth als Noah Flynn
- 2019: Euphoria als Nate Jacobs
- 2019:  The Mortuary – Jeder Tod hat eine Geschichte als Jake
- 2020:  The Kissing Booth 2 als Noah Flynn
- 2021:  The Kissing Booth 3 als Noah Flynn
- 2022:  Tiefe Wasser  als Charlie De Lisle
- 2023:  Priscilla als Elvis Presley

Hero Fiennes Tiffin
- 2019: After Passion als Hardin Scott
- 2020: After Truth als Hardin Scott
- 2020: Tod in den Wäldern als Brooks Gustafson
- 2021: After Love als Hardin Scott
- 2022: After Forever als Hardin Scott
- 2022: First Love als Jim Albright
- 2023  After Everything als Hardin Scoot

Ki Hong Lee
- 2014: Maze Runner – Die Auserwählten im Labyrinth als Minho
- 2015: Maze Runner – Die Auserwählten in der Brandwüste als Minho
- 2017: Wish Upon als Ryan Hui
- 2018: Ein ganz gewöhnlicher Held als Chip
- 2018: Maze Runner – Die Auserwählten in der Todeszone als Minho

Josh Hutcherson
- 2015: Die Tribute von Panem – Mockingjay Teil 2 als Peeta Mellark
- 2016: Stürmische Ernte – In Dubious Battle als Vinnie
- 2017: The Disaster Artist als Philip Haldiman

### Filme
- 2009: Moisés Arias in Astro Boy – Der Film, als Zane
- 2013: Burkely Duffield in Verflixt! – Murphys Gesetz als Tommy
- 2014: Tammy – Voll abgefahren, Rolle: Jesse
- 2015: Ryan Potter in Baymax – Riesiges Robowabohu als Hiro Hamada
- 2015: Yūichi Nakamura in Clannad After Story als Tomoya Okazaki
- 2015: Takeshi Kusao in Dragonball Z – Kampf der Götter als junger Trunks
- 2015: Hugo Johnstone-Burt in San Andreas als Ben Taylor
- 2015: Billy Magnussen in Bridge of Spies – Der Unterhändler als Doug Forrester
- 2016: Justin Bieber in Zoolander 2 als Justin Bieber
- 2016: Shameik Moore in Dope als Malcolm Adekanbi
- 2016: Ben Hardy in X-Men: Apocalypse als Warren Worthington III. / Angel
- 2016: Takeshi Kusao in Dragonball Z: Resurrection ‚F‘ als Trunks
- 2017: Kris Wu in xXx: Return of Xander Cage als Nicks
- 2017: Barry Keoghan in Das Gesetz der Familie als Windows
- 2017: Freddie Fox in King Arthur: Legend of the Sword als Rubio
- 2017: Barry Keoghan in The Killing of a Sacred Deer als Martin
- 2017: Nicholas Hamilton in Es als Henry Bowers
- 2018: Joe Alwyn in The Favourite – Intrigen und Irrsinn als Samuel Masham
- 2018: Justice Smith in Letztendlich sind wir dem Universum egal als Justin
- 2018: Robert Sheehan in Mortal Engines: Krieg der Städte als Tom Natsworthy
- 2018: Keiynan Lonsdale in Love, Simon als Bram Greenfeld
- 2018: Max Irons in Die Frau des Nobelpreisträgers als David Castleman
- 2019: Jovan Armand in Shazam! als Pedro Peña
- 2019: Nicholas Hamilton in Es Kapitel 2 als junger Henry Bowers
- 2019: Shameik Moore in Tage wie diese als Stuart Bale
- 2019: Henry Lau in Bailey – Ein Hund kehrt zurück als Trent
- 2020: Alfie Allen in Jojo Rabbit als Finkel
- 2021: Nicholas Galitzine in Cinderella als Prinz Robert
- 2022: Nicholas Galitzine in Purple Hearts als Luke
- 2022: Yoshitsugu Matsuoka in Free! the Final Stroke – the Second Volume als Shizuru Isurugi
- 2023: Jaboukie Young-White in Ruby taucht ab als Connor
- 2023: Evan Peters in Wish als Simon

### Serien
- 2006: Dragon Ball GT, Rolle: Son-Goku (Kind) (Stimme von Masako Nozawa)
- 2007: Die Legende von Nezha, Rolle: Nezha
- 2013: Blood-C: The Last Dark, Rolle: Shun Fujimura
- 2014: Clannad, Rolle: Tomoya Okazaki
- 2014: High School D×D, Rolle: Yuuto Kiba
- 2014–2023: Navy CIS: L.A. für Taye White als Aiden Hanna
- 2015: Power Rangers Dino Charge, Rolle: Chase Randall, der schwarze Ranger
- 2015: Dragonball Z Kai, Rolle: Son Goku (Stimme von Masako Nozawa)
- 2015: Dusk Maiden of Amnesia, Rolle: Teiichi Niiya
- 2015–2017: Yu-Gi-Oh! Arc-V, Rolle: Yūya Sakaki[1]
- seit 2015: für Andrew Russell in Miraculous – Geschichten von Ladybug und Cat Noir, Rolle: Luka Couffaine / Viperion / Silencer / Truth
- 2016: Danganronpa, Rolle: Byakuya Togami
- seit 2016: für Yūki Kaji in My Hero Academia, Rolle: Shouto Todoroki
- 2016–2020: für Keiynan Lonsdale in The Flash, Rolle: Wallace „Wally“ West / Kid Flash
- 2017–2020: für Yūki Kaji in Haikyu!!, Rolle: Kenma Kozume
- 2017–2021: für Ryan Potter in Baymax – Robowabohu in Serie, Rolle: Hiro Hamada
- 2017–2021: für Nik Dodani in Atypical, Rolle: Zahid
- 2018–2020: für Beulah Koale in Hawaii Five-0, Rolle: Junior Reigns
- 2018: für Keiynan Lonsdale in Legends of Tomorrow, Rolle: Wallace „Wally“ West / Kid Flash
- 2019: für Taron Egerton in Der dunkle Kristall: Ära des Widerstands, Rolle: Rian
- 2019: für Jack Mulhern in The Society, Rolle: Gareth „Grizz“ Visser
- 2019: für Kouki Miyata in Demon Slayer als Murata
- 2019: für Ryouta Suzuki in Kaguya-sama: Love is War als Yuu Ishigami
- 2020: für Yūsuke Kobayashi in Fire Force, Rolle: Arthur Boyle
- 2020: für Charles Gillespie in Julie and the Phantoms, Rolle: Luke Patterson
- 2021: für Freddie Thorp in Fate: The Winx Saga, Rolle: Riven
- 2021: für In Gyo-jin in Hometown Cha-Cha-Cha , Rolle: Chang Yeong-guk
- 2021–2023: Gossip Girl (Fernsehserie), Rolle: „Max Wolfe“
- 2022: für Yūki Ono in JoJo’s Bizarre Adventure: Diamond is Unbreakable, Rolle: Josuke Higashikata
- 2023: für Vincent Tong in Dreamzzz, Rolle: Logan
- 2024: für Charlie Barnett in The Acolyte, Rolle: Yord Fandar

## Hörspiele (Auswahl)
- 2015: Baymax – Riesiges Robowabohu: Das Original-Hörspiel zum Film, Walt Disney Records, DNB 1067079335.
- 2019: Baymax – Robowabohu in Serie: Riesige Rückkehr 1 & 2. Das Original-Hörspiel zur TV-Serie, Kiddinx & BookBeat
- 2022: Gestatten, Dr. Turner / Böses Erwachen. Das Original-Hörspiel zur TV-Serie, Edelkids Verlag & Audible (Jurassic World: Neue Abenteuer)
- 2022: Izara 1 – Das ewige Feuer: Das Original-Hörspiel zum Buch von Julia Dippel, Leonine Audio